# Садовый (Альшеевский район)
Садовый (баш. Садовый) — упраздненный поселок в Кипчак-Аскаровском сельсовете Альшеевского района Республики Башкортостан России.

## История
Закон «О внесении изменений в административно-территориальное устройство Республики Башкортостан в связи с образованием, объединением, упразднением и изменением статуса населенных пунктов, переносом административных центров» от 20 июля 2005 года N 211-з постановил:

ст. 4. Упразднить следующие населенные пункты:

1) в Альшеевском районе

и) поселок Садовый Кипчак-Аскаровского сельсовета

## География
Находился у р.Так-Елга.